# Hiroaki Morishima
Hiroaki Morishima (森島 寛晃 Morishima Hiroaki?,  nacido el 30 de abril de 1972 en Hiroshima, Hiroshima) es un exfutbolista japonés. Jugaba de centrocampista o delantero y su último club fue el Cerezo Osaka de Japón.

## Trayectoria

### Clubes
| Club                       | País  | Año                     |
| -------------------------- | ----- | ----------------------- |
| Yanmar Diesel Cerezo Osaka | Japón | 1991 - 1993 1994 - 2008 |

### Selección nacional
| Selección | País  | Año         |
| --------- | ----- | ----------- |
| Absoluta  | Japón | 1995 - 2002 |

## Estadísticas

### Selección nacional
Fuente:
| Selección de Japón | Selección de Japón | Selección de Japón |
| Año                | Part.              | Goles              |
| ------------------ | ------------------ | ------------------ |
| 1995               | 9                  | 0                  |
| 1996               | 11                 | 2                  |
| 1997               | 14                 | 5                  |
| 1998               | 3                  | 0                  |
| 1999               | 0                  | 0                  |
| 2000               | 10                 | 3                  |
| 2001               | 9                  | 1                  |
| 2002               | 8                  | 1                  |
| Total              | 64                 | 12                 |

#### Participaciones en fases finales
| Torneo                         | Sede                   | Resultado        | Partidos | Goles |
| ------------------------------ | ---------------------- | ---------------- | -------- | ----- |
| Copa Asiática 1996             | Emiratos Árabes Unidos | Cuartos de final | 3        | 0     |
| Copa Mundial de Fútbol de 1998 | Francia                | Primera fase     | 1        | 0     |
| Copa Asiática 2000             | Líbano                 | Campeón          | 5        | 1     |
| Copa Confederaciones 2001      | Corea del Sur / Japón  | Subcampeón       | 5        | 1     |
| Copa Mundial de Fútbol de 2002 | Corea del Sur / Japón  | Octavos de final | 3        | 1     |

## Palmarés

### Títulos nacionales
| Título                | Club         | País  | Año  |
| --------------------- | ------------ | ----- | ---- |
| Japan Football League | Cerezo Osaka | Japón | 1994 |

### Títulos internacionales
| Título        | Club (*)           | Sede   | Año  |
| ------------- | ------------------ | ------ | ---- |
| Copa Asiática | Selección de Japón | Beirut | 2000 |

(*) Incluyendo la selección

### Distinciones individuales
| Distinción        | Año  |
| ----------------- | ---- |
| J. League Best XI | 1995 |
| J. League Best XI | 2000 |